# Pterocheilus tertius
Pterocheilus tertius är en stekelart som beskrevs av Giordani Soika. Pterocheilus tertius ingår i släktet palpgetingar, och familjen Eumenidae. Inga underarter finns listade i Catalogue of Life.